# Грейт-Нек-Гарденс (Нью-Йорк)
Грейт-Нек-Гарденс (англ. Great Neck Gardens) — переписна місцевість (CDP) в США, в окрузі Нассау штату Нью-Йорк. Населення — 1268 осіб (2020).

## Географія
Грейт-Нек-Гарденс розташований за координатами 40°47′49″ пн. ш. 73°43′22″ зх. д. / 40.79694° пн. ш. 73.72278° зх. д. (40.796971, -73.722697).  За даними Бюро перепису населення США в 2010 році переписна місцевість мала площу 0,44 км², уся площа — суходіл.

## Демографія
Згідно з переписом 2010 року, у переписній місцевості мешкало 1186 осіб у 393 домогосподарствах у складі 335 родин. Густота населення становила 2683 особи/км².  Було 401 помешкання (907/км²).
Расовий склад населення:
| - 83,1 % — білих - 12,1 % — азіатів - 0,8 % — чорних або афроамериканців - 0,1 % — корінних американців |

До двох чи більше рас належало 3,5 %. Частка іспаномовних становила 1,7 % від усіх жителів.
За віковим діапазоном населення розподілялося таким чином: 27,6 % — особи молодші 18 років, 56,3 % — особи у віці 18—64 років, 16,1 % — особи у віці 65 років та старші. Медіана віку мешканця становила 44,4 року. На 100 осіб жіночої статі у переписній місцевості припадало 99,7 чоловіків;  на 100 жінок у віці від 18 років та старших — 95,7 чоловіків також старших 18 років.
Середній дохід на одне домашнє господарство  становив 158 979 доларів США (медіана — 100 357), а середній дохід на одну сім'ю — 164 754 долари (медіана — 101 310). За межею бідності перебувало 15,3 % осіб, у тому числі 9,9 % дітей у віці до 18 років та 0,0 % осіб у віці 65 років та старших.
Цивільне працевлаштоване населення становило 539 осіб. Основні галузі зайнятості: освіта, охорона здоров'я та соціальна допомога — 38,2 %, оптова торгівля — 13,9 %, науковці, спеціалісти, менеджери — 11,3 %.